# Croatie-Slovénie
Croatie-Slovénie est une course cycliste disputée entre Ljubljana, en Slovénie, et Medvedgrad, près de Zagreb, en Croatie. Elle a été créée en 2008 et est organisée par l'équipe cycliste Adria Mobil, le club cycliste de Zagreb et les communes de Ljubljana et de Zagreb. Elle fait partie de l'UCI Europe Tour en catégorie 1.2. Le parcours de la course passe par le Sljeme, à 995 m d'altitude, et se termine par une montée vers Medvedgrad, à 575 m. Le Slovène Robert Vrečer a remporté les deux premières éditions. Entre 2008 et 2012, l'épreuve s'est appelée selon les éditions Ljubljana-Zagreb ou Zagreb-Ljubljana. En 2013, elle change de nom pour devenir Croatie-Slovénie.

## Palmarès
| Année            | Vainqueur      | Deuxième          | Troisième         |
| ---------------- | -------------- | ----------------- | ----------------- |
| Liubliana-Zagreb |                |                   |                   |
| 2008             | Robert Vrečer  | Matija Kvasina    | Marco Ghiselli    |
| Zagreb-Liubliana |                |                   |                   |
| 2009             | Robert Vrečer  | Hrvoje Miholjević | Kristjan Fajt     |
| 2010             | Matej Mugerli  | Josef Benetseder  | Marko Kump        |
| Liubliana-Zagreb |                |                   |                   |
| 2011             | Kristjan Fajt  | Reto Hollenstein  | Jakub Kratochvíla |
| 2012             | Marko Kump     | Matej Mugerli     | Luka Mezgec       |
| Croatie-Slovénie |                |                   |                   |
| 2013             | Riccardo Zoidl | Dominik Hrinkow   | Klemen Štimulak   |
| 2014             | Primož Roglič  | David Wöhrer      | Matej Marin       |
| 2015             | Marko Kump     | Filippo Fortin    | Mattia Gavazzi    |
| 2016             | Jannik Steimle | Patrick Schelling | Žiga Grošelj      |
| 2017             | Dušan Rajović  | Luka Čotar        | Žiga Jerman       |
| 2018             | Dušan Rajović  | Michael Kukrle    | Filippo Fortin    |
| 2019             | Marko Kump     | Rok Korošec       | Tilen Finkšt      |